# Lajos Kossuth
« Kossuth » redirige ici. Pour les autres significations, voir Kossuth (Bartók), Kossuth (Donjons et dragons) et Kossuth Lajos tér (métro de Budapest).
Dans le nom hongrois Kossuth Lajos, le nom de famille précède le prénom, mais cet article utilise l’ordre habituel en français Lajos Kossuth, où le prénom précède le nom.
Lajos Kossuth (udvardi és kossuthfalvi Kossuth Lajos en hongrois ; [ˈkoʃut]), né le 19 septembre 1802, à Monok dans le comitat de Zemplin (Hongrie), et mort le 20 mars 1894 à Turin (Italie), est une figure patriotique et un homme d'État hongrois.

## Biographie

### Famille
Lajos Kossuth naît dans une famille protestante de la petite noblesse hongroise. Il est le fils de László Kossuth (1762-1839), avocat, lui-même fils de Pál Kossuth, juge (táblabíró) du comitat de Turóc, et de Zsuzsánna Beniczky. L'ancêtre de la famille Kossuth, originaire du comitat de Turóc, remonte au XIIIe siècle. Sa mère, Karolina Weber (1770-1853), est originaire d'une famille luthérienne de Haute-Hongrie d'ascendance allemande. Elle est la fille d'András Weber, maître de poste, et d'Erzsébet Hidegkövy. Louis Kossuth épouse en 1841 Terézia Meszlényi (1809-1865) dont Ferenc Kossuth (en) (1841-1914), ingénieur et homme d'affaires.

### Jeunes années, débuts
Sa mère élève ses enfants dans la stricte religion luthérienne. Lajos étudie au collège des Piaristes de Sátoraljaújhely, un an au collège calviniste de Sárospatak puis à l'université de Pest. Il entre en 1821 au cabinet de son père. Avocat, populaire localement, il est nommé intendant de la comtesse Szapáry et devient son représentant à l'assemblée départementale et s'installe à Pest. Peu de temps après son licenciement par la comtesse Szapáry pour malentendus, Kossuth est nommé adjoint du comte Hunyady à la Diète nationale qui siège alors à Pozsony (actuellement Bratislava, Slovaquie), puis à Pest. Il participe ainsi aux diètes de 1825-1827 et de 1832-1836. À cette époque où seule la haute aristocratie peut voter à la chambre des Magnats, Kossuth prend cependant parfois part au débat. C'est durant cette période de réaffirmation de l'identité nationale hongroise et de lutte pour des réformes économiques et politiques qu'émergent des personnalités de premier plan, notamment le baron Miklós Wesselényi et le comte István Széchenyi.
Les fonctions de Kossuth auprès du comte Hunyady incluent des rapports écrits des actions de la Diète, écrits car le gouvernement autrichien, craignant les contestations populaires, avait interdit les rapports publiés. La haute qualité des papiers de Kossuth conduit à leur distribution manuscrite parmi les autres magnats libéraux. Ce lectorat le conduit à éditer une gazette parlementaire (Országgyűlési tudósítások), servant en outre à diffuser son nom et ses idées, mais la censure officielle interrompt son impression lithographique. La distribution de manuscrits par la poste devenant également interdite, elle ne se fait plus que de mains en mains. La Diète est dissoute en 1836. Kossuth continue néanmoins par ses lettres à couvrir les débats des assemblées des comitats, ce qui leur donne une importance politique nationale. Après l'interdiction de son journal parlementaire, Kossuth demande à cor et à cri la liberté de presse et d'expression en Hongrie et dans tout l'empire des Habsbourg. Le gouvernement ayant tenté par divers moyens de supprimer ses lettres, il est arrêté en mai 1837 avec Wesselényi et plusieurs autres pour haute trahison. Après avoir passé un an en prison à Buda en attente de son jugement, il est condamné à quatre années supplémentaires. Son strict isolement altère sa santé, mais il est autorisé à lire. Il augmente ainsi considérablement ses connaissances politiques et acquiert, à partir de l'étude de la Bible et de William Shakespeare, une connaissance approfondie de l'anglais. Les arrestations ont provoqué une grande indignation et la Diète, réunie à nouveau en 1839, exige la libération des prisonniers et refuse de voter les mesures gouvernementales. Metternich, longtemps inflexible, est contraint de céder en 1840 sous la menace d'une guerre. Kossuth sort dans un meilleur état que Wesselényi, brisé par son emprisonnement, en partie grâce aux fréquentes visites de Terézia Meszlényi. Ils se marient en 1841 mais Terézia étant catholique, aucun prêtre catholique n'accepte de les bénir s'il ne se convertit pas. Cette expérience influence sa ferme défense des mariages mixtes.

### Journaliste et chef politique
Kossuth est désormais une icône nationale. Il recouvre la pleine santé en janvier 1841 et est appelé à la direction du Pesti Hírlap, journal libéral pour lequel le gouvernement accorde une licence. Le journal a un succès sans précédent et atteint un tirage alors exceptionnel de 7 000 exemplaires. Le Világ, pro-gouvernemental, démarre également, mais il ne sert qu'à accroître la visibilité de Kossuth et ajoute à la ferveur politique générale. Széchenyi, le grand réformateur, avertit publiquement Kossuth que ses appels aux passions du peuple vont conduire la nation à une révolution. Réputé pour sa rhétorique, soutenu notamment par la paysannerie, Kossuth, intrépide, ne s'arrête pas aux réformes publiques exigées par tous les libéraux : il réclame l'abolition de l'entail, du servage et de la fiscalité nobiliaire. Il se prononce également pour l'indépendance de la Hongrie. Son nationalisme et son insistance de la supériorité de la culture magyare sur celle des habitants slaves de Hongrie sèment, à la fois les graines de l'effondrement de la Hongrie en 1849 et sa propre mort politique.
Kossuth est démis de sa fonction au Pesti Hírlap en 1844 après une dispute avec le propriétaire au sujet du salaire. Il y a lieu de penser que la crise était plus profonde et remonte au fait qu'il n'ait pas pu obtenir d'autorisation pour lancer son propre journal.[Interprétation personnelle ?] Dans le même temps lors d'une entrevue personnelle, Metternich lui fait des offres dans la fonction publique. Kossuth refuse et passe les trois prochaines années sans emploi régulier et continue à parler de l'indépendance politique et commerciale que doit avoir la Hongrie. Il adopte les principes de l'économiste allemand Friedrich List et fonde la société « Védegylet » dont les membres ne consomment que des produits hongrois. Il plaide également pour la création d'un port hongrois à Rijeka/Fiume.
L'automne 1847 est une étape clef. Grâce à une campagne virulente et à l'appui du comte Lajos Batthyány, Kossuth se fait élire à la Diète comme député de Pest. Il proclame : « Maintenant que je suis député, je vais cesser d'être un agitateur. » Il devient alors le dirigeant du Parti d'opposition dans la Chambre basse, tandis que Batthyány en est le dirigeant dans la Chambre haute (Chambre des magnats). Ses adversaires politiques estiment que son ambition personnelle et son égoïsme l'amènent à assumer la place de chef, et lui reprochent d'utiliser sa position parlementaire pour s'imposer comme le chef de la nation.

### L'ascension
La crise vient. Le 3 mars 1848, peu de temps après l'annonce de la révolution française de 1848, Kossuth, dans un discours enflammé, exige un gouvernement parlementaire pour la Hongrie et un gouvernement constitutionnel pour le reste de l'Autriche. Il en appelle à l'espoir des Habsbourg, « notre bien-aimé l'archiduc François-Joseph », alors âgé de 17 ans, pour répondre à l'aspiration d'un peuple libre. Il devient le chef de la révolution européenne, son discours est lu dans les rues de Vienne où il est ovationné. Lajos Batthyány forme le premier gouvernement responsable et nomme Kossuth ministre des Finances. Il commence par développer les ressources internes du pays : le rétablissement d'une monnaie hongroise séparée et l'utilisation de tous les moyens pour élever la conscience nationale. Les nouveaux billets de banque sont appelés « billets Kossuth », un nouveau journal porte le nom de Kossuth Hirlap, de sorte que dès le début le nom de Kossuth est le plus associé dans l'esprit du peuple au nouveau gouvernement que les noms du Palatin ou du Premier ministre Batthyány, et cela ne fera que s'accentuer durant l'été 1848 avec les dangers croate, serbe et la réaction de Vienne.
Le 11 juillet 1848, il réclame et obtient de la Diète la levée d'une armée hongroise forte de 200 000 hommes pour lutter contre les indépendantistes croates menés par Josip Jelačić. Le danger est cependant exacerbé par Kossuth lui-même par son appel exclusif aux notables magyars plutôt qu'aux autres minorités de l'empire. Ces minorités font l'affaire du gouvernement de Vienne qui les utilise avec succès comme alliés contre l'insurrection hongroise. Pendant que le ban de Croatie Josip Jelačić marche sur Pest, Kossuth va de ville en ville pour inviter les habitants à la défense du pays et crée la Honvéd. Lorsque Batthyány démissionne, il est nommé avec Szemere à la tête du gouvernement provisoire et est nommé à la fin septembre président du Comité national de défense. À cette époque, la direction de l'ensemble du gouvernement est entre ses mains. Sans expérience militaire, il doit contrôler et diriger les mouvements des armées mais s'avère incapable de garder un contrôle sur les généraux ou d'établir une coopération militaire, si essentielle à la réussite. Artúr Görgey en particulier refuse de lui obéir. Par deux fois Kossuth le démet, par deux fois il le restaure dans ses fonctions. Le cœur tendre par nature et toujours miséricordieux, il manquait, malgré son audace, de prise de décision dans sa gouvernance. Il a été dit qu'il manquait de courage personnel, ce qui n'est pas improbable, l'excès de sentiment faisant de lui un si grand orateur ne pouvant guère être combiné avec le sang-froid nécessaire au soldat en cas de danger, mais personne n'a été capable, comme il l'a fait, d'insuffler tant de courage aux autres.
Après plusieurs succès, l'abdication de Ferdinand Ier et la fuite de Metternich, il fait voter le 14 avril 1849 par la Diète la proclamation de l'indépendance de la république de Hongrie et la déchéance de la dynastie des Habsbourg. Mais le Chancelier autrichien, Felix zu Schwarzenberg, refuse cette indépendance et attaque la Hongrie (avec l'aide des Russes) qui capitule le 13 août.

### L'exil
Lajos Kossuth s'exila alors en Angleterre, puis aux États-Unis, tente de se rapprocher de la Grande-Bretagne, mais la reine Victoria n'y consent pas. Elle a peur des représailles sur le continent, pour son royaume, si elle soutient ce révolutionnaire. Napoléon III refusa lui aussi de le soutenir. À la fin des années 1850, il organise un « bureau de presse » à Paris, dirigé par Miklós Jósika.

### Mort et postérité
Il meurt le 20 mars 1894 à Turin, en Italie, sans avoir été réhabilité par l'Autriche-Hongrie.
En 1948, l'Assemblée nationale hongroise créa le prix Kossuth qui récompense les personnes ayant œuvré dans les domaines de la culture et des arts. Ce prix est décerné le 15 mars en commémoration de la révolution hongroise du 15 mars 1848.
Le compositeur hongrois Béla Bartók a nommé d'après lui sa symphonie Kossuth.
Un buste en bronze le représentant est installé dans le Capitole des États-Unis, où il s'est exprimé à la tribune en 1852. 
Il a donné son nom à deux places :
- la place Kossuth à Budapest ;
- la place Kossuth à Paris.

L'astéroïde (90376) Kossuth porte également son nom.

## Galerie

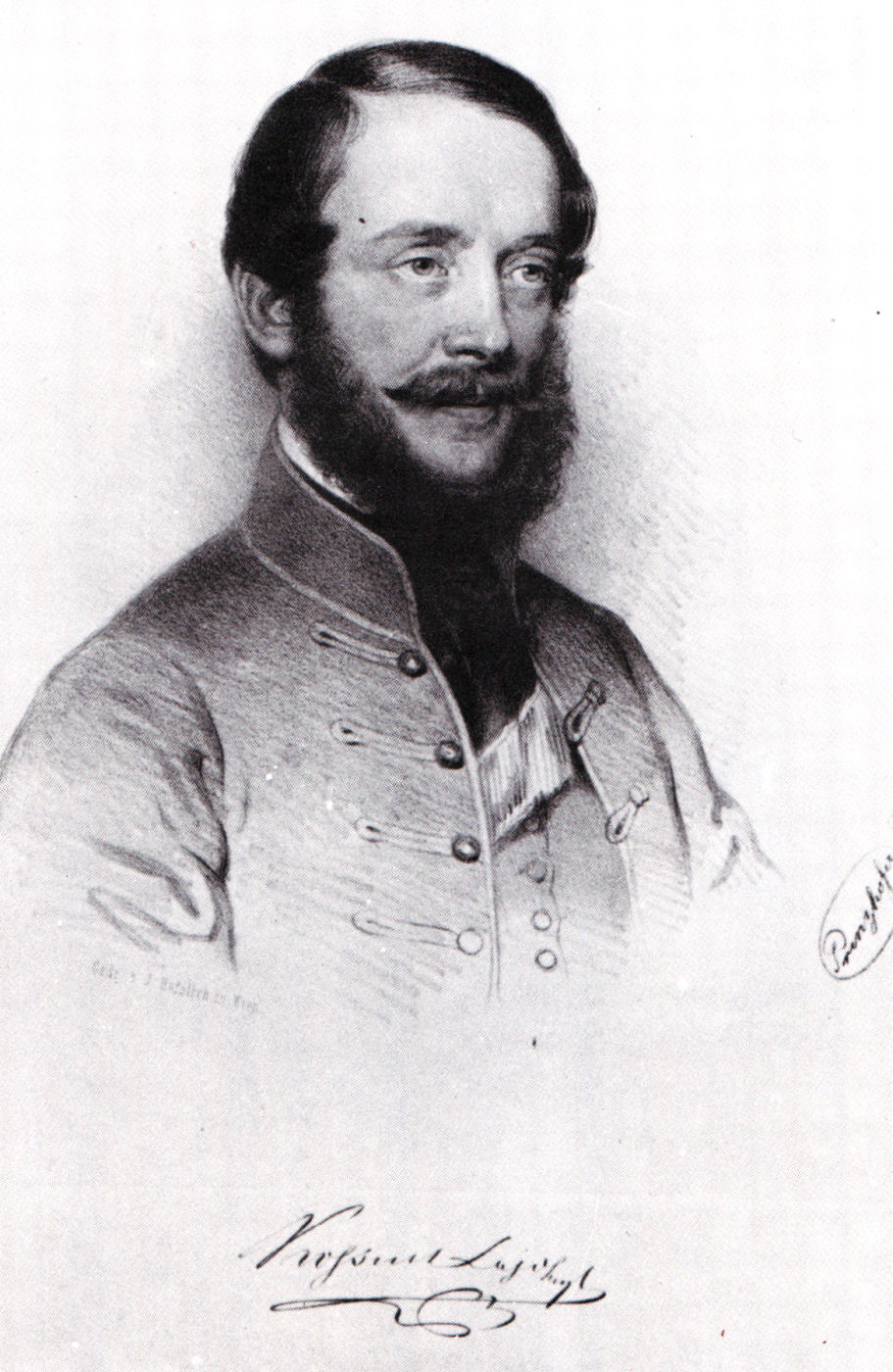
August Prinzhofer (en), Portrait de Lajos Kossuth, lithographie.
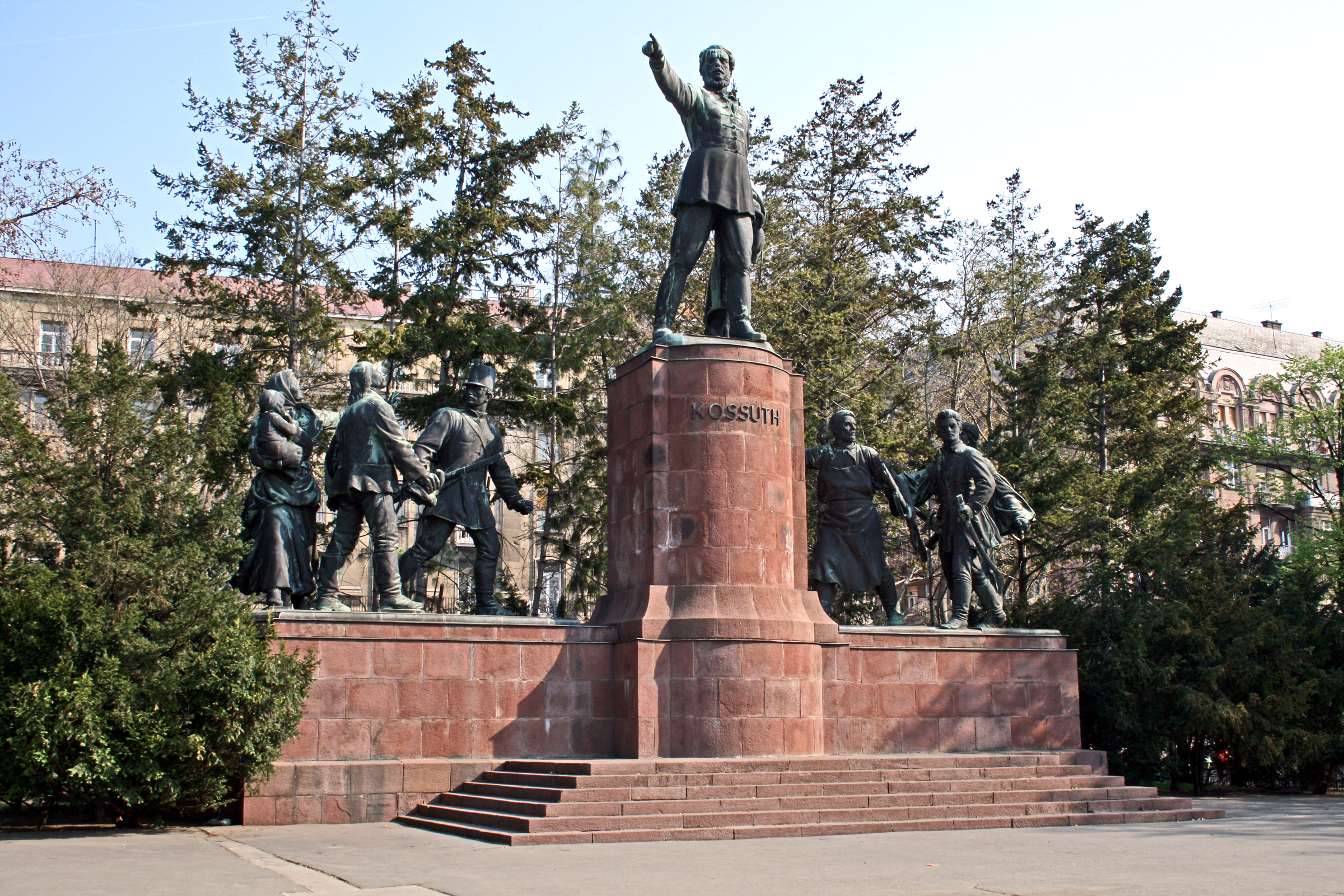
Monument à Lajos Kossuth (1952) sur la place Kossuth à Budapest. Déplacé à Esztergom en 2013.
Blason de la famille Kossuth (1479).